# Bath (circonscription du Parlement britannique)
Pour les articles homonymes, voir Bath (homonymie).
Circonscription parlementaire de la Chambre des communes
La circonscription de Bath  est une circonscription située dans le Somerset et représentée à la Chambre des communes du Parlement britannique.

## Liste des députés de 1918 à aujourd’hui
| Election | Election | Portrait | Nom                      | Parti             |
| -------- | -------- | -------- | ------------------------ | ----------------- |
|          | 1918     |          | Charles Foxcroft         | conservateur      |
|          | 1923     |          | Frank Walter Raffety     | libéral           |
|          | 1924     |          | Charles Foxcroft         | conservateur      |
|          | 1929     |          | Charles Baillie-Hamilton | conservateur      |
|          | 1931     |          | Thomas Loel Guinness     | conservateur      |
|          | 1945     |          | James Pitman             | conservateur      |
|          | 1964     |          | Sir Edward Brown         | conservateur      |
|          | 1979     |          | Chris Patten             | conservateur      |
|          | 1992     |          | Don Foster               | libéral-démocrate |
|          | 2015     |          | Ben Howlett              | conservateur      |
|          | 2017     |          | Wera Hobhouse            | libéral-démocrate |